# Cimetière de Notre-Sauveur
Le cimetière de Notre-Sauveur (Vår Frelsers gravlund) est un cimetière du centre historique d'Oslo (à l'époque Christiania), fondé en 1808, après une famine et une épidémie de choléra. Il devient ensuite rapidement le cimetière des notabilités de la ville. Il rassemble les tombes de personnalités de la jeune histoire du royaume de Norvège. Une partie du cimetière est aujourd'hui monument protégé. La chapelle du cimetière est aujourd'hui une église orthodoxe.
De nombreux Norvégiens célèbres sont enterrés dans le cimetière, en partie dans le bosquet d'honneur et en partie dans d'autres sections. Le cimetière a été inauguré le même été que l'enterrement d'Anna Lange Thulesius, veuve d'un prêtre de l'Église de Norvège. Depuis lors et jusqu'en 1833, Vår Frelsers gravlund était le seul cimetière civil de la ville, tandis que le personnel militaire était enterré à Krist kirkegård.
Plus de 4 500 pierres tombales méritent d'être préservées et ne sont donc pas enlevées, même si le bail expire. Il est interdit de remplacer les pierres tombales, y compris celles qui ne méritent pas d'être conservées, par des monuments modernes, l'objectif étant de préserver le caractère de l'ensemble du cimetière.
Le cimetière est classé par la municipalité et figure dans le registre des monuments culturels du Conseil national du patrimoine. 

## Tombes d'honneur
- Bjørnstjerne Bjørnson, poète
- Olaf Bull, poète
- Klaus Egge, compositeur
- Thomas Fearnley, peintre
- Hans Fredrik Gude, peintre
- Johan Halvorsen, compositeur
- Joachim Hambro, homme politique
- Sigurd Hoel, écrivain
- Henrik Ibsen, écrivain et dramaturge
- Suzannah Ibsen, épouse d'Henrik Ibsen
- Christian Krohg, peintre
- Oda Krohg, peintre
- Edvard Munch, peintre
- Rikard Nordraak, compositeur de l'hymne norvégien
- Marcus Thrane, homme politique socialiste
- Martin Tranmæl, homme politique communiste
- Arnulf Øverland, écrivain

## Section ouest
- Ole Jacob Broch, homme politique et savant
- Sophus Lie, mathématicien
- Carl Abraham Pihl, pionnier du chemin de fer
- Jan Peder Syse, homme politique

## Section sud
- Ivar Aasen, poète et découvreur de la langue norvégienne
- Christian Birch-Reichenwald, homme  politique
- Elias Blix, poète et homme politique
- Axel Blytt, botaniste
- Matthias Blytt, botaniste, père du précédent
- Johann Gottfried Conradi, compositeur
- Aasta Hansteen, femme de lettres, peintre et féministe
- Rudolf Keyser, homme politique
- Halfdan Kjerulf, compositeur
- Per Krohg, peintre
- Peter Andreas Munch, historien et oncle d'Edvard Munch
- Marcus Gjøe Rosenkrantz, homme politique
- Georg Sars, zoologiste
- Michael Sars, zoologiste, père de Georg Sars

## Section est
- Peter Christen Asbjørnsen, écrivain et découvreur des contes norvégiens
- Wilhelm Bjerknes, physicien et météorologiste
- Otto Albert Blehr, homme politique
- Henrik Bull, architecte
- Camilla Collett, femme de lettres
- Agathe Backer Grøndahl, pianiste et compositrice
- Wilhelm von Hanno, architecte
- Hjalmar Riiser-Larsen, aviateur
- Henrik Wergeland, écrivain

## Section nord
- Brynjulf Bergslien, sculpteur
- Knud Bergslien, peintre
- Emil Stang, homme politique
- Frederik Stang, homme politique

## Galerie

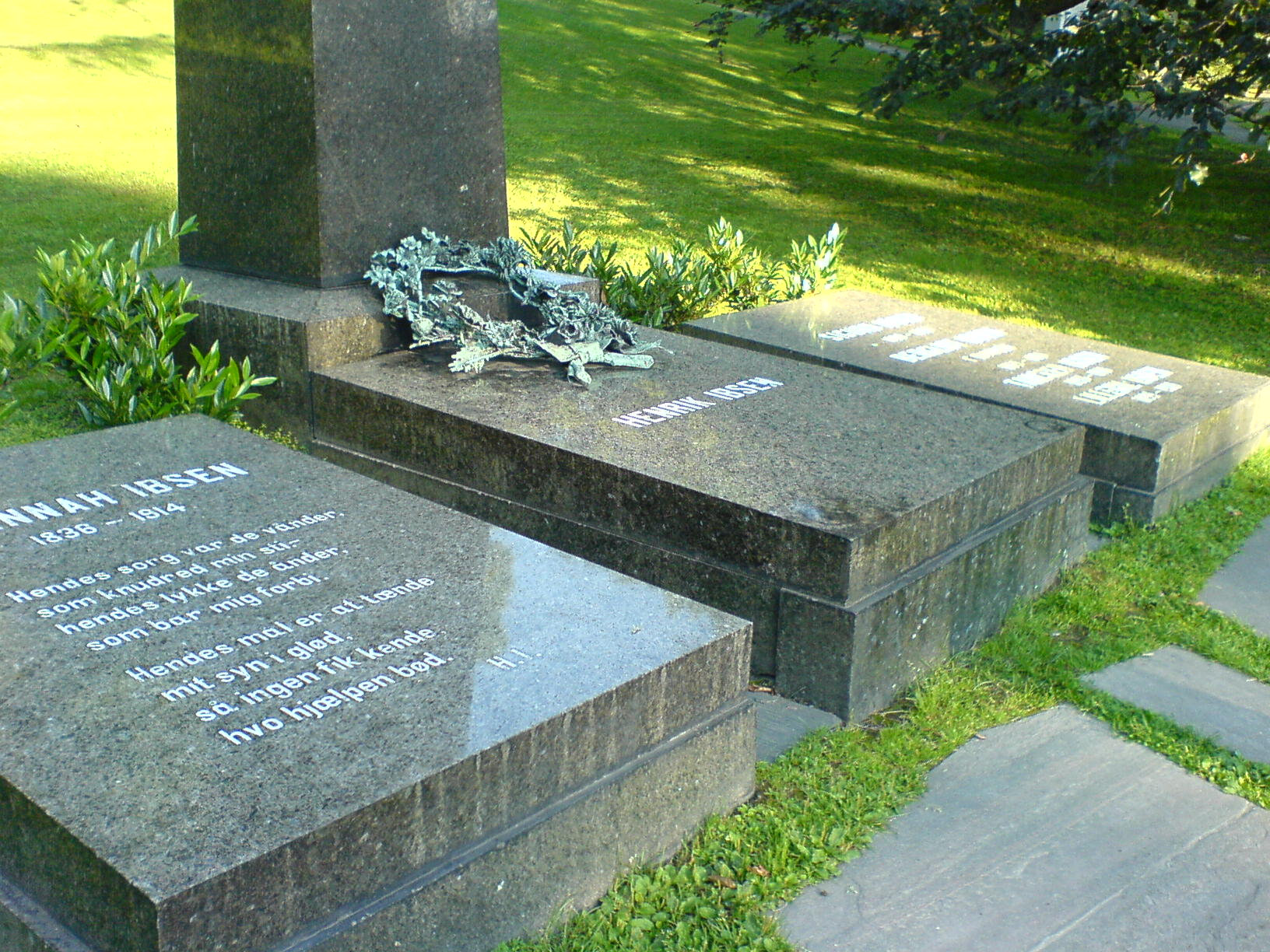
Tombe d'Henrik Ibsen.
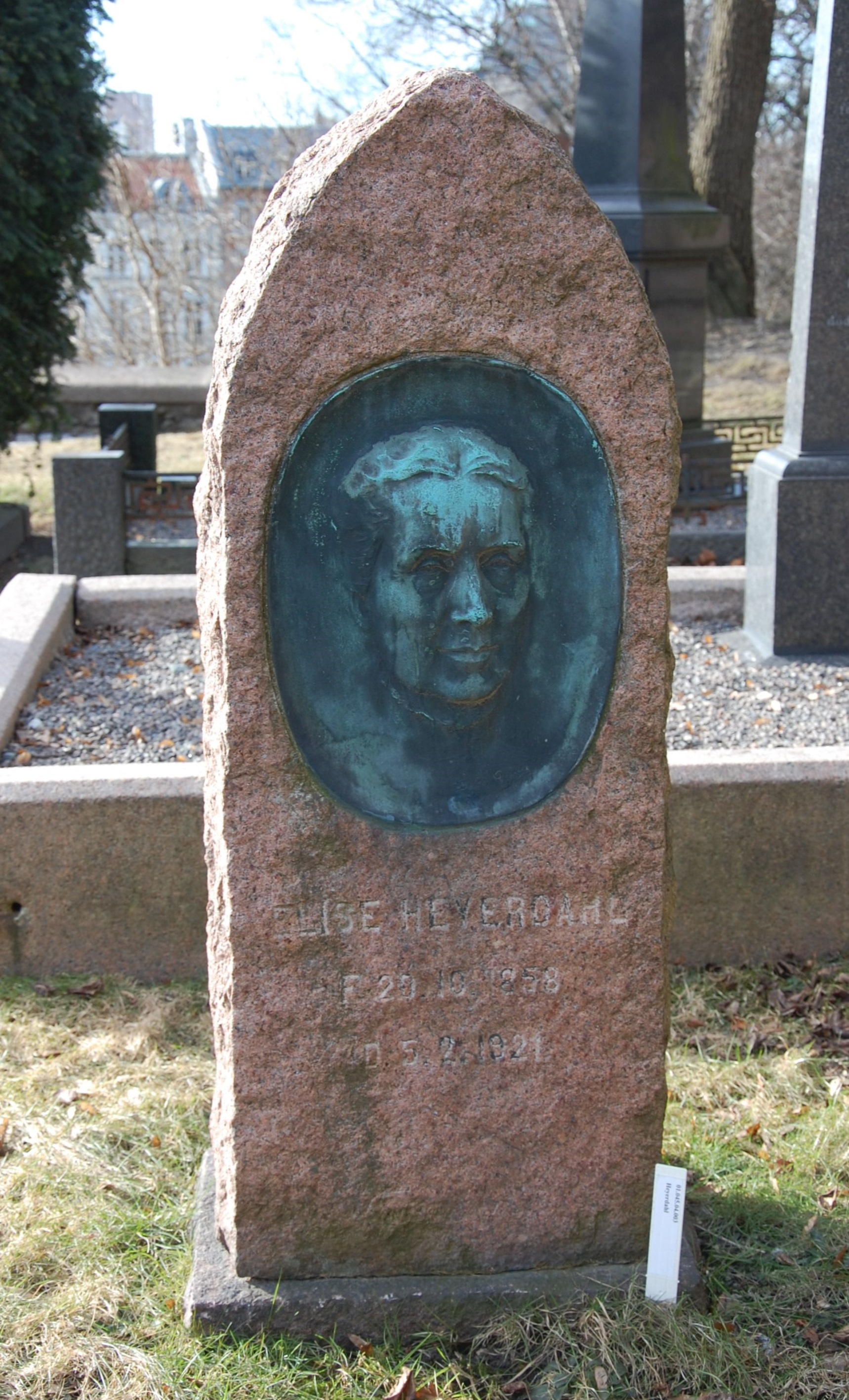
Tombe d'Elise Heyerdahl (en).
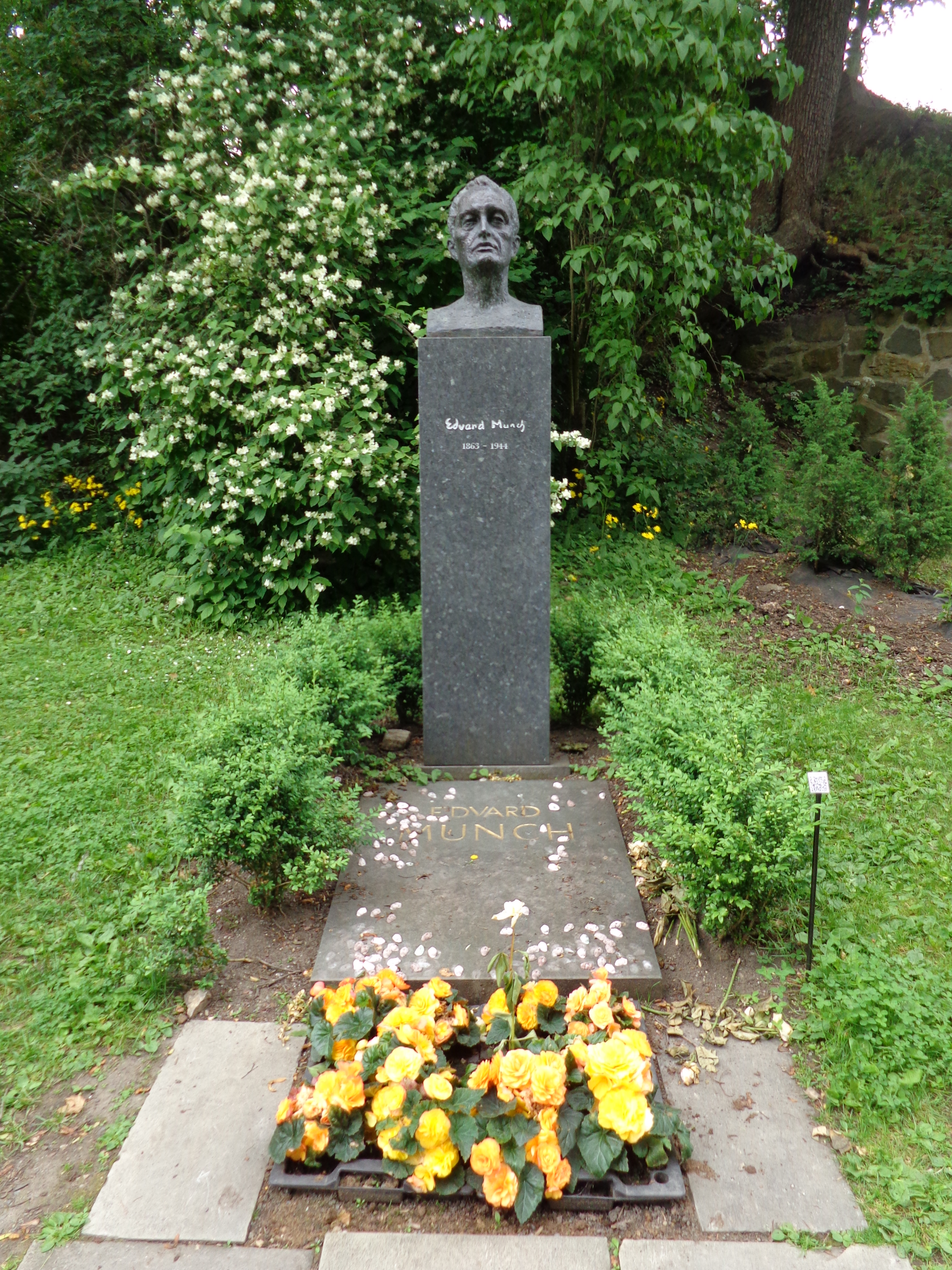
Tombe d'Edvard Munch.
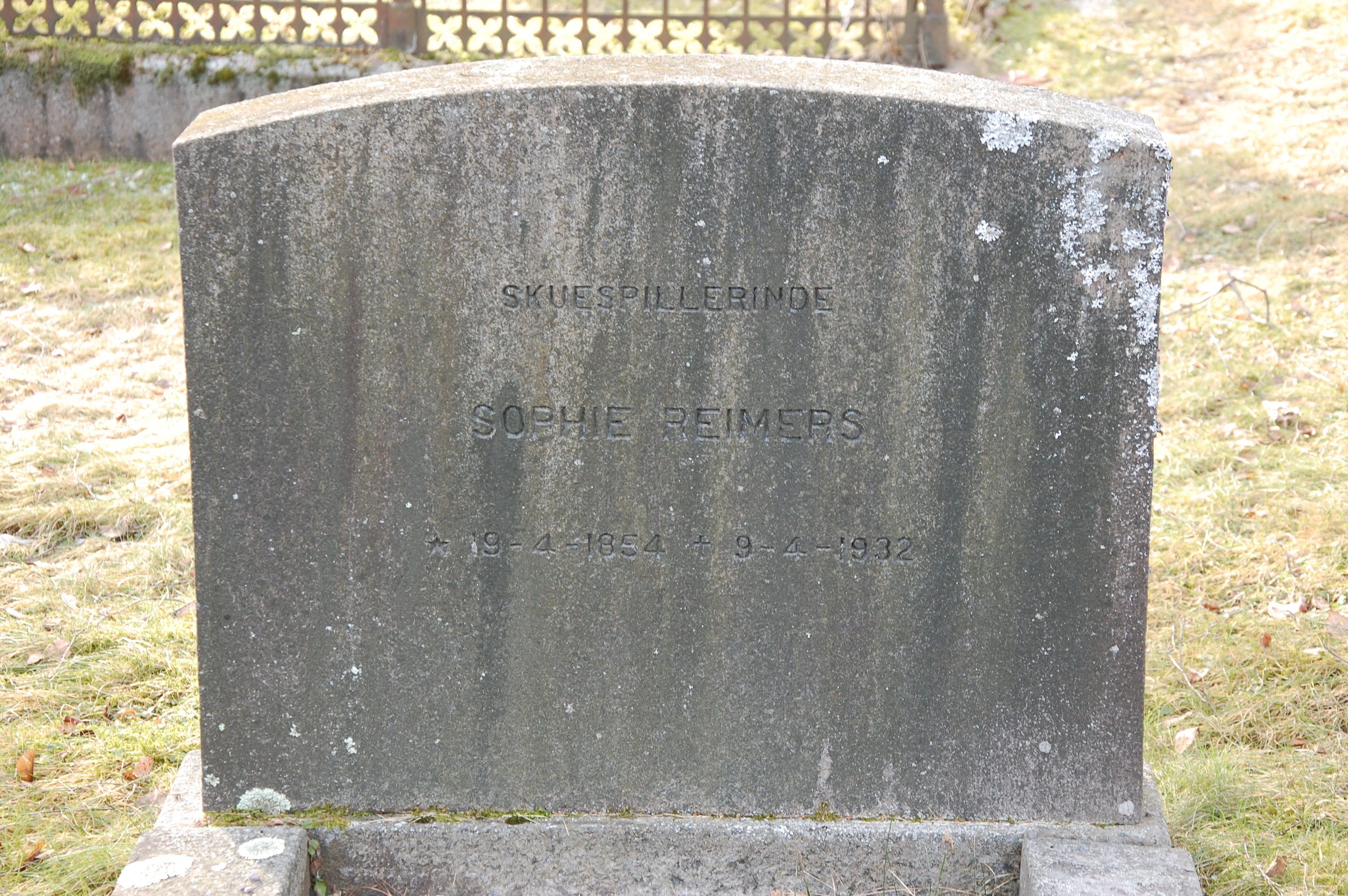
Tombe de Sophie Reimers (en).
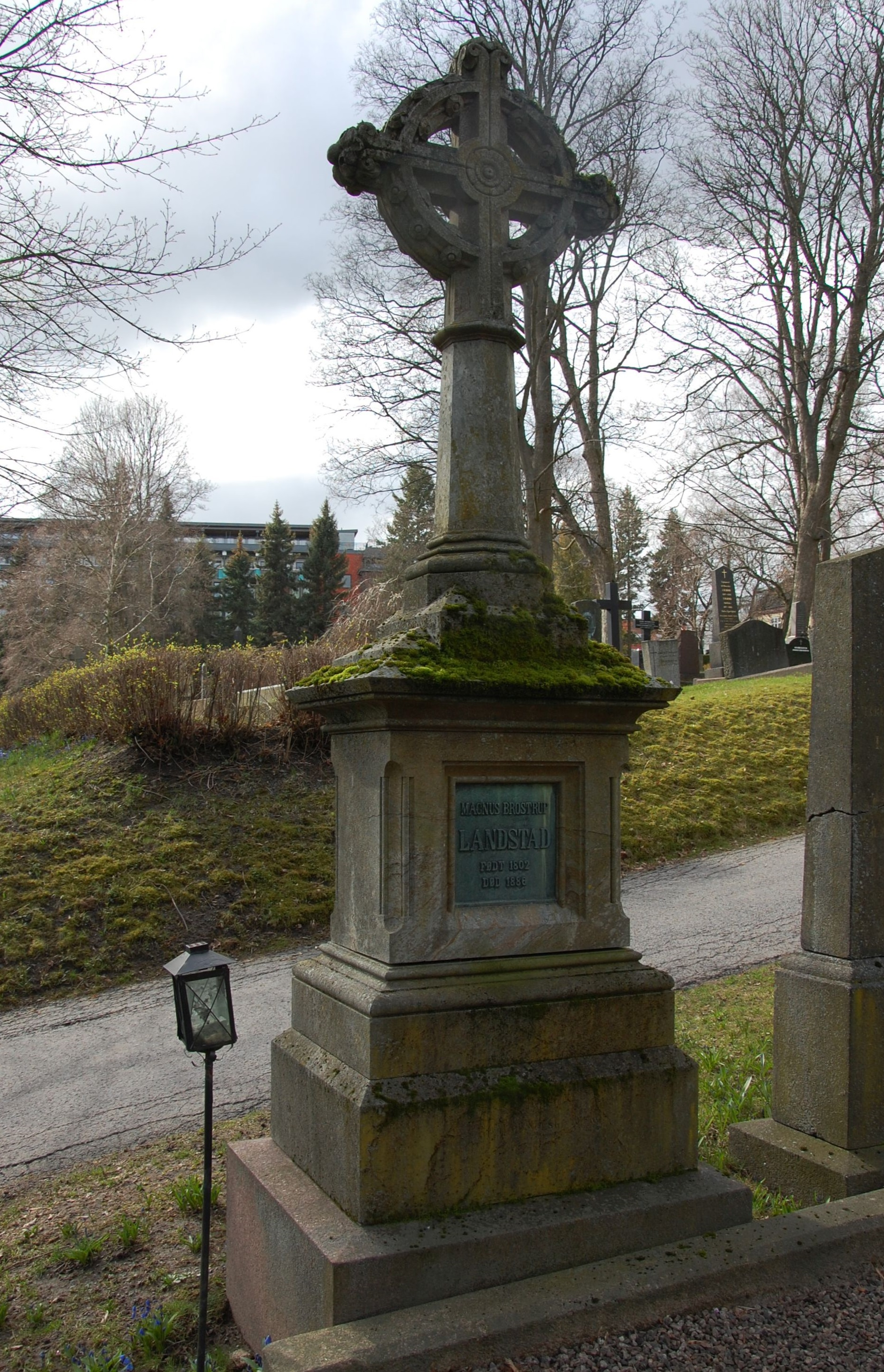
Tombe de Magnus Brostrup Landstad.
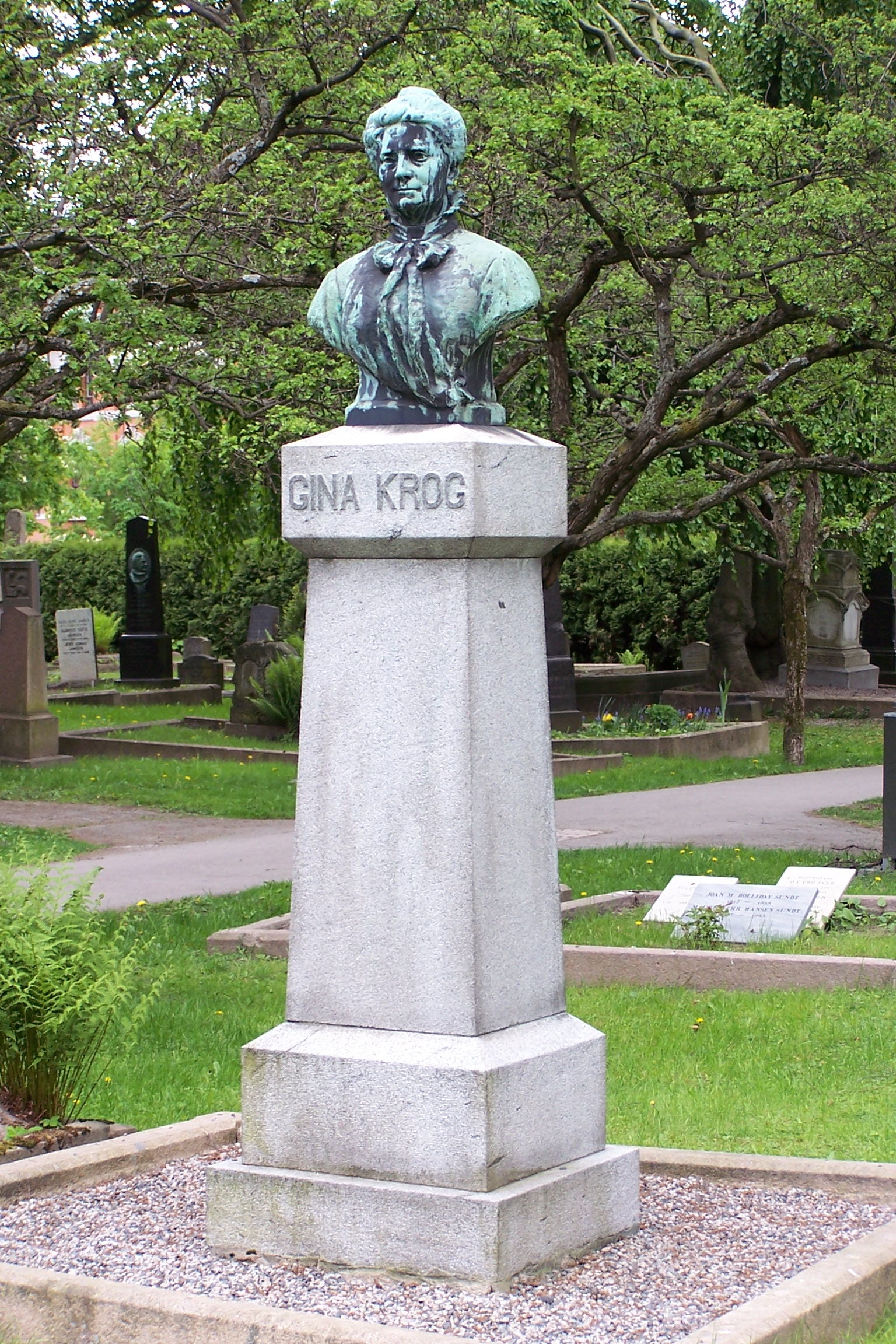
Tombe de Gina Krog.
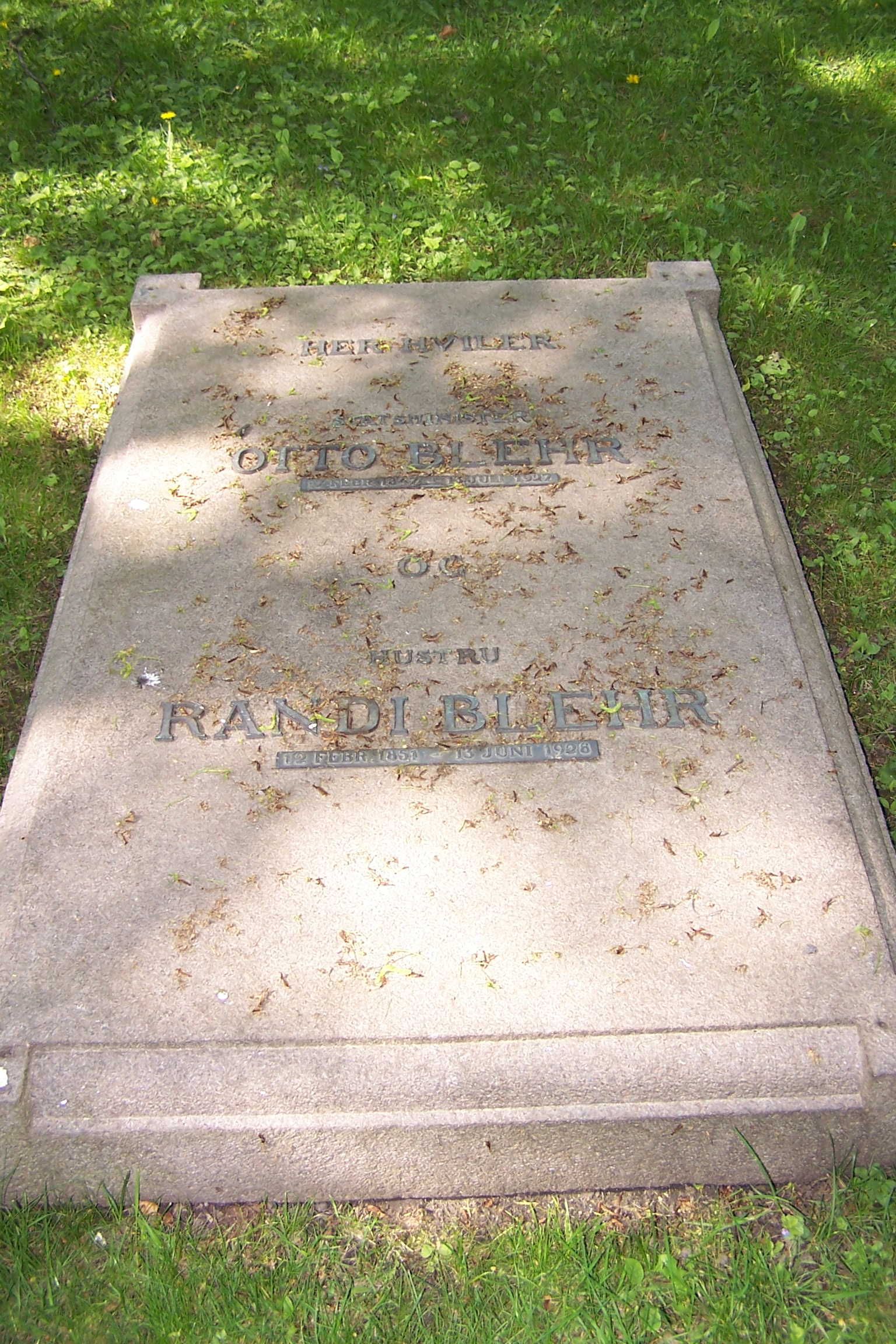
Tombe de Randi Blehr et de son époux, Otto Blehr.

## Source
- (de) Cet article est partiellement ou en totalité issu de l’article de Wikipédia en allemand intitulé « Vår Frelsers Gravlund » (voir la liste des auteurs).